# Cal Mosqueta
Cal Mosqueta és una masia situada al municipi de Fígols i Alinyà, a la comarca catalana de l'Alt Urgell.